# Teatro Metropólitan
El Teatro Metropólitan es un teatro situado en la Ciudad de México dedicado principalmente a la realización de obras de teatro, conciertos, musicales, recitales, presentaciones de danza, entre otros, tanto a nivel nacional como internacional. Es, por ejemplo, una de las sedes del Festival Internacional de Jazz de la Ciudad de México o toma de protesta presidencial, cuenta con amplias instalaciones.
Originalmente se trataba de un cine inaugurado durante los años 40 y que operó por varias décadas hasta el cierre masivo de cines de los años 1990 por la quiebra de los teatros, permaneció abandonado por varios años hasta que fue rehabilitado y operado por Ocesa quien aprovecha la oportunidad de utilizarlo como espacio para espectáculos. En 2001 fue designado bajo el nombre "Teatro Metropolitano José Gutiérrez Gómez".
Es uno de los pocos ejemplos de art deco que se preservan en Ciudad de México. Su sencilla fachada está inspirada en el Rockefeller Center y Radio City Music Hall.  Sus murales y las cortinas originales de asbestos fueron diseñados por "el Mago" el Escenógrafo y artista A.G.D. Mendoza quien también fue el autor de "La Ofrenda" el parque monumental en El Tepeyac (en la Basílica de Santa María de Guadalupe). El maestro Mendoza y sus diseños que contribuyó al Teatro Metropolitan están publicados en los libros de la Universidad Nacional Autónoma de México (U.N.A.M) (Escuela de Arquitectura).

## Espectáculos
Entre los artistas y/o grupos más destacados que se han presentado en este recinto son:
- 31 minutos[3]
- 5 Seconds of Summer[4]
- Across The Universe
- Adexe & Nau
- Aleks Syntek
- Alex Hoyer
- Ana Bárbara
- Ana Torroja
- Anahí
- Apocalyptica
- Allison
- Babasonicos
- Blur
- Botellita de Jerez
- Breaking Days
- Camila
- Carla Morrison
- Carlos Rivera
- CD9
- Danna Paola
- Dani Martín[5]
- David Summers
- Delain
- División Minúscula
- Dulce María[6]
- Edith Márquez
- Ed Maverick
- Ely Guerra
- Enjambre
- Enrique Bunbury
- Ernesto D'Alessio
- Erasure
- Épica
- Eugenia León
- Evanescence
- Fangoria
- Fito Páez
- Garbage
- Grand Funk Railroad
- Grandiosas: Rocío Banquells, Karina, Dulce y María Conchita Alonso
- Ha*Ash
- Hello Seahorse!
- Heo Young-saeng
- Ichiko Aoba[7]
- Instituto Mexicano del Sonido
- Il Volo
- Jeans
- José Madero
- Julieta Venegas
- Kamelot
- Karol Sevilla
- Kenia Os
- Kika Edgar
- Kinky
- King Crimson
- Kraken
- La Gusana Ciega[8]
- La Maldita Vecindad[9]
- León Larregui
- Liran' Roll
- Los Amigos Invisibles
- Los Bunkers
- Los Claxons
- Love of Lesbian
- Lou Reed[10]
- Lucía Méndez[11]
- Lupita D'Alessio[12]
- Maite Perroni[13]
- María José[14]
- Maskatesta
- Melendi
- Mercurio
- Miguel Mateos
- Miranda!
- Mon Laferte
- Mónica Naranjo
- Myriam
- Monsta X
- NCT 127
- Nacho Vegas
- Nadia
- Nightwish
- Noel Gallagher
- Opeth
- OV7
- Paulo Londra
- Panda
- Paty Cantú[15]
- Playa Limbo
- Pentatonix
- Reyli Barba[16]
- Ricardo Arjona
- Ricardo O'Farrill
- Richard Clayderman
- Sasha Sokol, Benny Ibarra y Erik Rubín (Sasha, Benny & Erik)
- Sebastián Yatra
- Sigur Rós
- Serbia[17]
- Sekta Core!
- Septicflesh
- Susana Zabaleta y Regina Orozco (Juntas y revueltas en concierto)
- Tarja Turunen
- The Cranberries
- The Warning (banda)
- The Gazette
- The Piano Guys
- The Smashing Pumpkins
- Tiziano Ferro
- Tony Bennett
- VAMPS
- Vazquez Sounds
- Vetusta Morla
- Within Temptation
- Ximena Sariñana
- Yahir[18]
- Yuridia
- Yuri
- Zoé